# Lowungu
Lowungu is een bestuurslaag in het regentschap Temanggung van de provincie Midden-Java, Indonesië. Lowungu telt 1685 inwoners (volkstelling 2010).